# Прели (Франция)
Прели́ (фр. Presly) — коммуна во Франции, находится в регионе Центр. Департамент — Шер. Входит в состав кантона Ла-Шапель-д’Анжийон. Округ коммуны — Вьерзон.
Код INSEE коммуны — 18185.

## География
Коммуна расположена приблизительно в 165 км к югу от Парижа, в 70 км юго-восточнее Орлеана, в 34 км к северу от Буржа.
По территории коммуны протекает небольшая река Рер.

## Население
Население коммуны на 2008 год составляло 253 человека.
| 1962 | 1968 | 1975 | 1982 | 1990 | 1999 | 2008 |
| ---- | ---- | ---- | ---- | ---- | ---- | ---- |
| 277  | 371  | 301  | 247  | 204  | 228  | 253  |

## Экономика

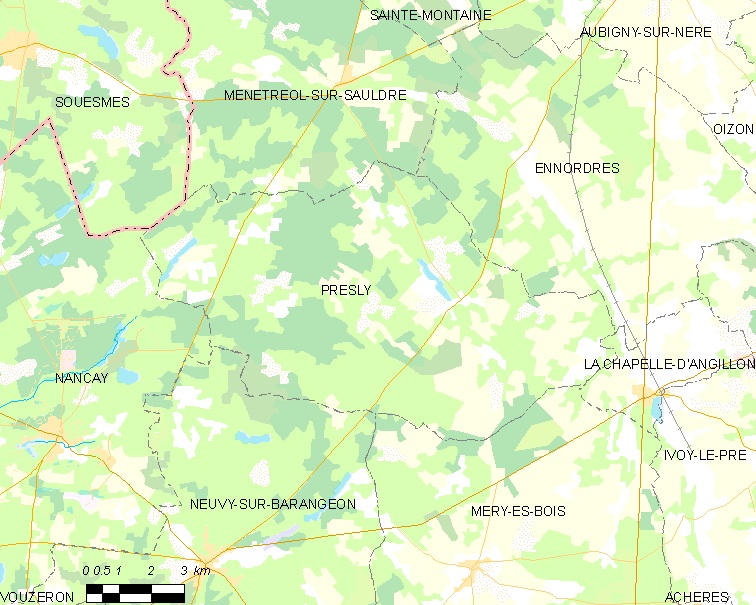
Карта коммуны

В 2007 году среди 158 человек в трудоспособном возрасте (15-64 лет) 122 были экономически активными, 36 — неактивными (показатель активности — 77,2 %, в 1999 году было 69,5 %). Из 122 активных работали 111 человек (67 мужчин и 44 женщины), безработных было 11 (5 мужчин и 6 женщин). Среди 36 неактивных 10 человек были учениками или студентами, 10 — пенсионерами, 16 были неактивными по другим причинам.

## Достопримечательности
- Церковь Сен-Капре (XIII век, перестроена в 1898 году)
- Замок Планш (XIV век)